# Redberry (circonscription saskatchewanaise)
Pour les articles homonymes, voir Redberry.
Circonscription électorale provinciale du Canada
Redberry (ensuite Redberry Lake) est une ancienne circonscription électorale provinciale de la Saskatchewan au Canada. Elle est représentée à l'Assemblée législative de la Saskatchewan de 1905 à 1934 et de 1938 à 2003.
Redberry fait partie des 25 circonscriptions initiales suivant la création de la Saskatchewan en 1905.

## Géographie
La circonscription était concentrée autour de la ville de Hafford.

## Liste des députés
1905-1934
| Parlement | Années    | Député   | Député          | Parti             |
| Redberry  | Redberry  | Redberry | Redberry        | Redberry          |
| --------- | --------- | -------- | --------------- | ----------------- |
| 1re       | 1905–1908 |          | George Langley  | Libéral           |
| 2e        | 1908-1912 |          | George Langley  | Libéral           |
| 3e        | 1912–1917 |          | George Langley  | Libéral           |
| 4e        | 1917–1921 |          | George Langley  | Libéral           |
| 5e        | 1921–1925 |          | George Cockburn | Indépendant       |
| 6e        | 1925–1929 |          | George Cockburn | Progressiste (en) |
| 7e        | 1929–1934 |          | George Cockburn | Libéral           |

1938-2003
| Parlement                                                       | Années    | Député            | Député                     | Parti                     |
| --------------------------------------------------------------- | --------- | ----------------- | -------------------------- | ------------------------- |
| 9e                                                              | 1938–1944 |                   | Orest Zerebko (en)         | Libéral                   |
| 10e                                                             | 1944–1948 |                   | Dmytro Lazorko (en)        | CCF                       |
| 11e                                                             | 1948–1952 |                   | Bernard Leo Korchinski     | Libéral                   |
| 12e                                                             | 1952–1956 |                   | Dmytro Zipchen (en)        | CCF                       |
| 13e                                                             | 1956–1960 |                   | Bernard Leo Korchinski (2) | Libéral                   |
| 14e                                                             | 1960–1964 |                   | Demitro Michayluk          | CCF                       |
| 15e                                                             | 1964–1967 |                   | Demitro Michayluk          | CCF                       |
| 16e                                                             | 1967–1971 |                   | Demitro Michayluk          | Néo-démocrate             |
| 17e                                                             | 1971–1975 |                   | Demitro Michayluk          | Néo-démocrate             |
| 18e                                                             | 1975–1978 | Dennis Banda (en) |                            | Néo-démocrate             |
| 19e                                                             | 1978–1982 | Dennis Banda (en) |                            | Néo-démocrate             |
| 20e                                                             | 1982–1986 |                   | John Gerich (en)           | Progressiste-conservateur |
| 21e                                                             | 1986–1991 |                   | John Gerich (en)           | Progressiste-conservateur |
| 22e                                                             | 1991–1995 |                   | Walter Jess (en)           | Néo-démocrate             |
| Redberry Lake                                                   |           |                   |                            |                           |
| 23e                                                             | 1995–1999 |                   | Walter Jess (en)           | Néo-démocrate             |
| 24e                                                             | 1999–2003 |                   | Randy Weekes               | Saskatchewanais           |
| Circonscription redistribuée dans Biggar et Rosthern-Shellbrook |           |                   |                            |                           |

## Résultats électoraux
Redberry Lake (1995-2003)

Redberry (1938-1995)

Redberry (1905-1934)